# Jean de Wavrin
Jean de Wavrin (másként Jehan vagy de Waurin), (1400 körül – 1474 körül) késő középkori francia katona, krónikaíró. Ő írta és szerkesztette Anglia első átfogó „történelemkönyvét”.

## Élete és munkássága

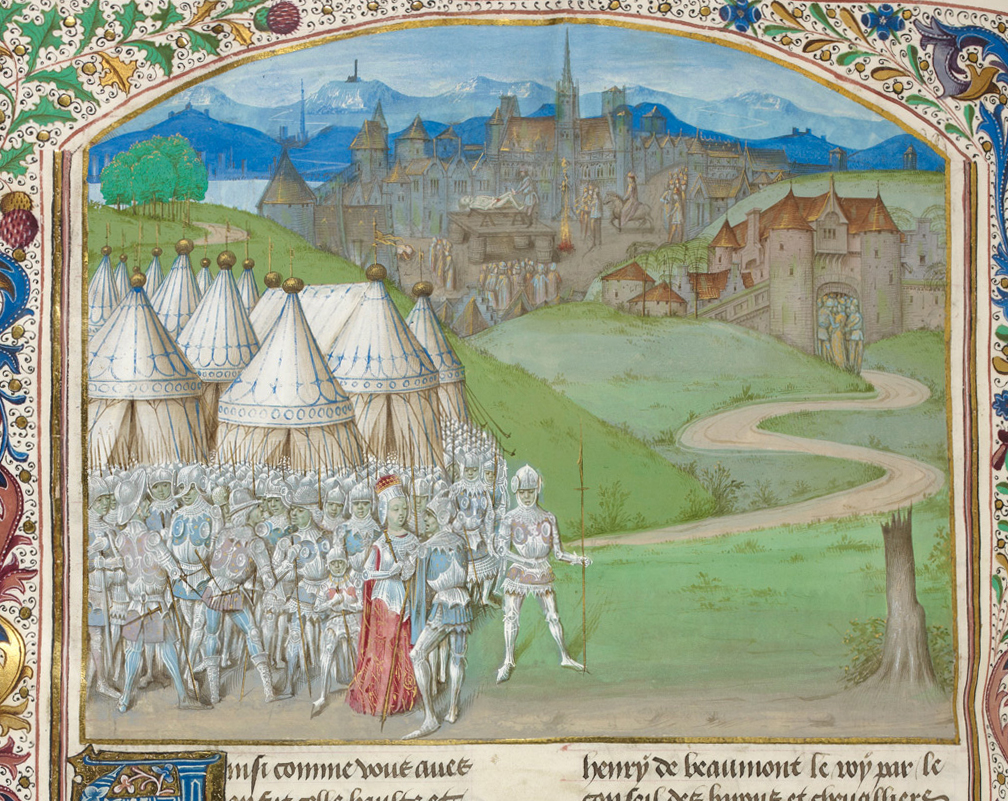
Illusztráció Wavrin krónikájából

Életéről keveset tudni. Egy artois-i nemesi család tagja volt, a franciák oldalán részt vett az azincourt-i csatában. Később a burgundiaiak oldalán harcolt a százéves háború végén, Verneuilnél. Magas pozíciót töltött be Jó Fülöp burgundi herceg udvarában, 1463-ban római követ lett. 1467-ben Angliában járt. Károly burgundi herceg kíséretében részt vett uralkodója és Richard Neville, Warwick grófja 1469-es megbeszélésen Calais-ban. Erről később azt írta, hogy teljesen megtévesztette őt a gróf őszintének tűnő szívélyessége, és nem gondolta, hogy a királya elleni lázadásra készül.
Fő műve a Recueil des croniques et anchiennes istories de la Grant Bretaigne (szabad fordításban: Nagy-Britannia krónikáinak és ősi históriáinak gyűjteménye), amelybe összeszedte az angol történelmi eseményekről szóló különböző adatokat a kezdetektől 1471-ig. Forrásként használta mások mellett Jean Froissart és Enguerrand de Monstrelet munkáit. 
Művének − történészi szempontból − legértékesebb és leghitelesebb eleme az 1444-1471 közötti rész, amely magába foglalja a rózsák háborújának jelentős állomásait is. Anglia, Burgundia és Északnyugat-Franciaország eseményeiről a rózsák háborúja során, valószínűleg 1465 és 1475 között készítette feljegyzéseit, tehát kortársként tekintett az eseményekre. Mindazonáltal írásainak valószerűsége sok helyen megkérdőjelezhető, mivel információinak forrását gyakran nem tüntette fel, propagandanyagokat idézett, kitalált beszédeket adott szereplői szájába.